# Paul Mariner
Pour les articles homonymes, voir Mariner.
Paul Mariner, né le 22 mai 1953 à Farnworth (près de Bolton) et mort le 9 juillet 2021, est un footballeur international anglais, avant-centre dans les années 1970-80.

## Biographie
Paul Mariner commence le football en 1971 dans le club amateur Chorley FC, dans sa région d'origine du Lancashire. Deux ans plus tard, son style sur le front de l'attaque attire l'attention du club professionnel Plymouth Argyle, évoluant au troisième échelon national. Ses 56 buts en 135 matchs en un peu plus de trois saisons avec au passage une accession en deuxième division finirent par séduire Bobby Robson, manager d'Ipswich Town. Ce dernier le suit depuis quelque temps déjà et décide de l'enrôler en septembre 1976 concluant un transfert de 220 000 £ incluant également l'échange de deux joueurs effectuant donc le chemin inverse, John Peddelty et Terry Austin.
Son style de numéro 9 à l'ancienne, capable de jouer dans l'axe, de prendre des coups et de marquer des buts, lui permet de s'épanouir à Ipswich Town et de connaître la gloire. Il empile ainsi les buts et permet à son club de se classer à quatre reprises sur le podium de la First Division (2e en 1981 et en 1982, 3e en 1977 et en 1980) avec comme point d'orgue la victoire en Coupe de l'UEFA en 1981.
Parallèlement à son bon parcours à Ipswich, il découvre notamment la sélection nationale en 1977 pour une victoire 5-0 contre le Luxembourg, équipe contre laquelle il marquera son premier but en sélection le 12 octobre 1977 pour une victoire 2-0. Il totalisera 35 sélections jusqu'en mai 1985 (contre la Roumanie, pour les qualifications à la Coupe du monde 1986) pour 13 buts inscrits (marquant son dernier but le 16 novembre 1983, contre le... Luxembourg, pour un match éliminatoire de l'Euro 1984). Il est à noter qu'il marque le troisième but de la victoire anglaise contre la France (3-1), le 16 juin 1982, pour le premier match des deux équipes à la Coupe du monde en Espagne et ce juste après un doublé de Bryan Robson, son compère de l'attaque.
Cette période dorée s'arrête avec son transfert à Arsenal en février 1984 pour 150 000 £ et la perte progressive de sa place en équipe nationale due à l'émergence de joueurs comme Mark Hateley.
En 1986, il s'engage avec Portsmouth en Second Division. Malgré une accession parmi l'élite pour sa première saison, la deuxième saison est plus délicate. Il quitte ainsi Portsmouth en 1988 et de cette date-là à la fin de sa carrière professionnelle, en 1993, il évoluera sans trop de succès au sein de quelques clubs étrangers : en Australie (au Wollongong City), à Malte (au Naxxar Lions FC) et aux États-Unis (aux Capitals d'Albany et à San Francisco Bay, où il officiera aussi comme entraîneur-adjoint dans les deux clubs).
Il revient en 2003 aux États-Unis pour se consacrer pleinement à une carrière d'entraîneur-adjoint dans divers clubs avant de revenir en 2009 à Plymouth Argyle pour en devenir l'entraîneur principal. En 2013, il arrête sa carrière d'entraîneur après trois saisons passées au Canada, au Toronto FC.
Paul Mariner meurt le 9 juillet 2021 d'un cancer du cerveau.

## Palmarès

### En club
- Vainqueur de la Coupe de l'UEFA en 1981 avec Ipswich Town
- Vainqueur de la Coupe d'Angleterre en 1978 avec Ipswich Town
- Vice-champion d'Angleterre  en 1981 et en 1982 avec Ipswich Town
- Finaliste du Charity Shield en 1978 avec Ipswich Town

### EnÉquipe d'Angleterre
- 35 sélections et 13 buts entre 1977 et 1985
- Participation au Championnat d'Europe des Nations en 1980 (Premier Tour)
- Participation à la Coupe du Monde en 1982 (Deuxième Tour)

### Distinctions individuelles
- Membre de l'équipe-type PFA de First Division en 1981
- Élu meilleur joueur de Plymouth Argyle en 1975 et en 1976
- Élu meilleur joueur d'Ipswich Town en 1983
- Introduit au Hall of Fame d'Ipswich Town en 2011
- Membre de l'équipe du siècle de Plymouth Argyle

## Statistiques
Voici les statistiques détaillées de Paul Mariner.
| Saison    | Club               | Championnat     | Championnat | Championnat | Coupe d'Angleterre | Coupe d'Angleterre | Coupe de la Ligue | Coupe de la Ligue | Coupe d’Europe | Coupe d’Europe | Coupe d’Europe | Angleterre | Angleterre | TOTAL  | TOTAL |
| Saison    | Club               | Division        | Matchs      | Buts        | Matchs             | Buts               | Matchs            | Buts              | Coupe          | Matchs         | Buts           | Matchs     | Buts       | Matchs | Buts  |
| --------- | ------------------ | --------------- | ----------- | ----------- | ------------------ | ------------------ | ----------------- | ----------------- | -------------- | -------------- | -------------- | ---------- | ---------- | ------ | ----- |
| 1973-1974 | Plymouth Argyle FC | Third Division  | 41          | 14          | 3                  | 2                  | 6                 | 1                 | -              | -              | -              | -          | -          | 50     | 17    |
| 1974-1975 | Plymouth Argyle FC | Third Division  | 45          | 20          | 3                  | 1                  | 2                 | 0                 | -              | -              | -              | -          | -          | 50     | 21    |
| 1975-1976 | Plymouth Argyle FC | Second Division | 38          | 15          | 2                  | 0                  | 2                 | 1                 | -              | -              | -              | -          | -          | 42     | 16    |
| 1976-1977 | Plymouth Argyle FC | Second Division | 10          | 7           | 0                  | 0                  | 2                 | 0                 | -              | -              | -              | -          | -          | 12     | 7     |
| 1976-1977 | Ipswich Town FC    | First Division  | 28          | 10          | 3                  | 3                  | 0                 | 0                 | -              | -              | -              | 2          | 0          | 33     | 13    |
| 1977-1978 | Ipswich Town FC    | First Division  | 37          | 11          | 7                  | 7                  | 1                 | 1                 | C3             | 6              | 3              | 3          | 1          | 54     | 23    |
| 1978-1979 | Ipswich Town FC    | First Division  | 33          | 13          | 5                  | 3                  | 1                 | 0                 | C2             | 5              | 1              | -          | -          | 44     | 17    |
| 1979-1980 | Ipswich Town FC    | First Division  | 41          | 17          | 3                  | 3                  | 2                 | 0                 | C3             | 4              | 2              | 6          | 2          | 56     | 24    |
| 1980-1981 | Ipswich Town FC    | First Division  | 36          | 13          | 7                  | 3                  | 4                 | 4                 | C3             | 11             | 6              | 5          | 2          | 63     | 28    |
| 1981-1982 | Ipswich Town FC    | First Division  | 25          | 8           | 2                  | 0                  | 5                 | 1                 | C3             | 1              | 0              | 10         | 6          | 43     | 15    |
| 1982-1983 | Ipswich Town FC    | First Division  | 37          | 13          | 3                  | 0                  | 1                 | 0                 | C3             | 1              | 0              | 4          | 0          | 46     | 13    |
| 1983-1984 | Ipswich Town FC    | First Division  | 23          | 12          | 1                  | 0                  | 4                 | 2                 | -              | -              | -              | 3          | 2          | 31     | 16    |
| 1983-1984 | Arsenal FC         | First Division  | 15          | 7           | 0                  | 0                  | 0                 | 0                 | -              | -              | -              | -          | -          | 15     | 7     |
| 1984-1985 | Arsenal FC         | First Division  | 36          | 7           | 3                  | 2                  | 2                 | 0                 | -              | -              | -              | 2          | 0          | 43     | 9     |
| 1985-1986 | Arsenal FC         | First Division  | 9           | 0           | 3                  | 0                  | 2                 | 1                 | -              | -              | -              | -          | -          | 14     | 1     |
| 1986-1987 | Portsmouth FC      | Second Division | 33          | 5           | -                  | -                  | -                 | -                 | -              | -              | -              | -          | -          | 33     | 5     |
| 1987-1988 | Portsmouth FC      | First Division  | 23          | 4           | -                  | -                  | -                 | -                 | -              | -              | -              | -          | -          | 23     | 4     |
|           |                    | TOTAL           | 510         | 156         | 45                 | 24                 | 34                | 11                | -              | 28             | 12             | 35         | 13         | 652    | 216   |